# Lac de Schluch
 (février 2022).
Si vous disposez d'ouvrages ou d'articles de référence ou si vous connaissez des sites web de qualité traitant du thème abordé ici, merci de compléter l'article en donnant les références utiles à sa vérifiabilité et en les liant à la section « Notes et références ».
Pour l’article homonyme, voir Schluchsee (commune).
Le lac de Schluch, ou Schluchsee en allemand, est un lac semi artificiel allemand, sur lequel se trouve la commune du même nom, dans le Bade-Wurtemberg, dans l'arrondissement de Brisgau-Haute-Forêt-Noire, dans le district de Fribourg-en-Brisgau.
Le lac, modeste à l'origine, est devenu, grâce à l'édification d'un barrage, le plus vaste plan d'eau de Forêt-Noire.

## Position
À l'origine non renforcé, le Schluchsee était un lac glaciaire situé environ 30 mètres plus bas que le niveau actuel du lac. Le lac est long 7,3 km et large d'1,4 km. Il a une profondeur maximale de 61 m. Malgré sa mise en eau par rétention de la Schwarza, le Schluchsee semble naturel.
Le Schluchsee fait partie du travail du groupe de Schluchsee végétale[Quoi ?], une séquence de différents réservoirs de différentes hauteurs, qui sont reliés par des stations de pompage. Le groupe d'œuvres va de Häusern à Waldshut. Le Schluchsee est le réservoir supérieur de l'accumulation par la station de pompage de Häusern, dont la capacité de production moyenne est de 100 mégawatts. De ce fait, le lac à côté de la rivière est alimenté par la Schwarza mais aussi en complément par l'eau de Rhin.
Le Schluchsee, avec son niveau d'eau de 930 mètres d'altitude, est le plus haut barrage en Allemagne. En tant qu'installation de stockage sans barrage, seul le réservoir du Hornberg (réservoir supérieur de l'usine de pompage-turbinage) surpasse le Schluchsee avec un niveau de l'eau de 1 048 mètres d'altitude.
Les lieux célèbres autour du Schluchsee sont situés sur le Seenordseite, donc entre autres, de la commune également nommée Schluchsee et de leurs districts Seebrugg près du barrage et de Aha. Le chemin de fer des Trois Lacs, le prolongement du Höllentalbahn va de la gare de Titisee le long de la rive nord du lac jusqu'à la gare terminus de Seebrugg.

## Histoire
Le barrage haut de 63,5 mètres a été construit entre 1929 et 1932. Pour la construction du barrage poids en béton d'un poids spécifique important, le lac naturel a dû être abaissé de 13 mètres. Cela fut réalisé en 1930 au moyen d'un tunnel construit par dynamitage dans la roche. À cette occasion on trouva une pirogue qui, par la suite, permit de prouver que le Schluchsee était déjà utilisé vers l'an 650. La pirogue fut d'abord stockée à Fribourg au Musée des Augustins, puis à la Adelhausermuseum (Musée ethnographique), et est maintenant exposée dans le Musée Archéologique de Constance-Petershausen.
Pendant la construction dans les carrières de granit, une structure d'arrivée d'eau a été construite sur le versant ouest au-dessus du quai.
Lors de la deuxième guerre mondiale, la surface du lac a été couverte de blocs de tourbe pour cacher le lac et prévenir le bombardement du barrage. Les aviateurs des Alliés n'ont pas trouvé le lac. De nos jours des blocs de tourbe se trouvent toujours au fond du lac, donnant aux eaux leur couleur marron foncé.
Le Schluchsee devint mondialement célèbre sous le nom « Schlucksee » parce que l'équipe nationale allemande de football en 1982 y installa son camp d'entraînement, et certains joueurs profitèrent largement de la liberté que leur avait laissée leur entraîneur Jupp Derwall. L'alcool, les jeux de cartes et d'autres escapades donnèrent une mauvaise image de ceux qui devinrent plus tard vice-champions du monde.
En 1983, presque toute l'eau du lac fut drainée à des fins d'inspection, rendant impossible les habituelles activités de baignade, de pêche et de voile. Cet événement rare attira de nombreux visiteurs car il rendait visibles les vestiges de bâtiments antérieurs à l'inondation.
Plus récemment, il y a eu de plus en plus de conflits entre la station de pompage de Schluchsee et la commune au sujet du niveau du lac en été. Alors que la station de pompage trouve son intérêt dans l'utilisation économique optimale de l'eau et donc dans une baisse forte et occasionnelle du niveau du lac, tandis que la communauté craint l'absence de touristes, au cas où le niveau du lac resterait bas pour une durée prolongée en été et laisserait voir des parties de rives assez disgracieuses.

## Tourisme

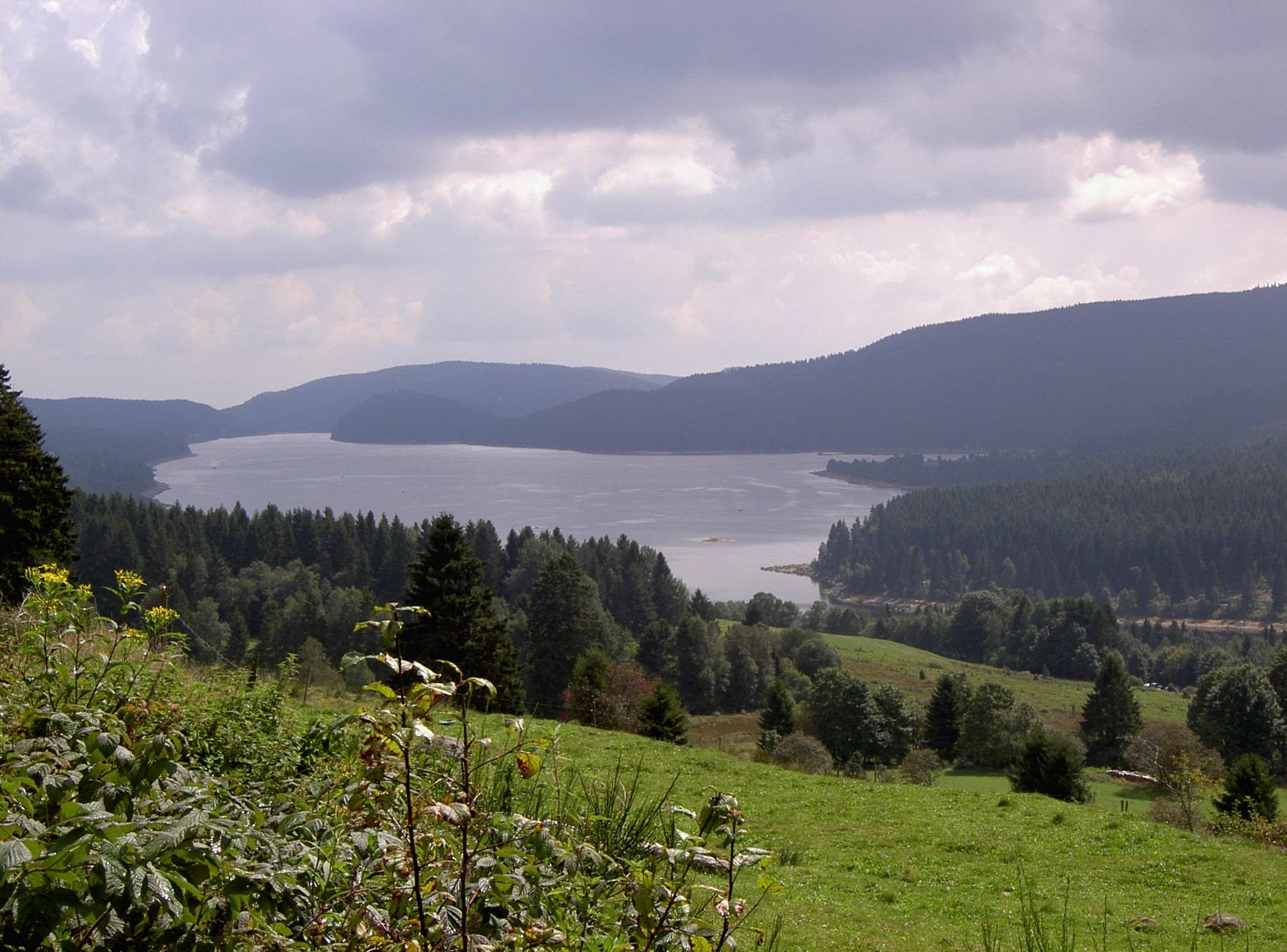
Le lac

Grâce à sa position surélevée, l'eau est relativement froide même en été. Le Schluchsee est avant tout populaire pour la natation et la voile. Contrairement au Titisee, presque toutes les rives du Schluchsee sont accessibles. Par conséquent, le Schluchsee est très prisé en été et compte dans la région - jusqu'au-delà la frontière suisse - comme une destination de loisirs populaires. Se baigner nu du côté de la forêt, cependant, est parfois considéré comme une infraction.
Le Schluchsee est entouré par une variété de sentiers de randonnée. On peut se promener tout au long de son périmètre, la route est d'environ 18 km et la plupart du temps en plat et adaptée aux poussettes. De mai à octobre, les promenades peuvent être combinées avec des excursions en bateau de ligne Saint-Nicholas .